# Monts Ramapo
Les monts Ramapo sont un massif montagneux situé dans le Nord-Est de l’État du New Jersey et le Sud-Est de l’État de New York. Il s'agit d'un massif secondaire des Appalaches.

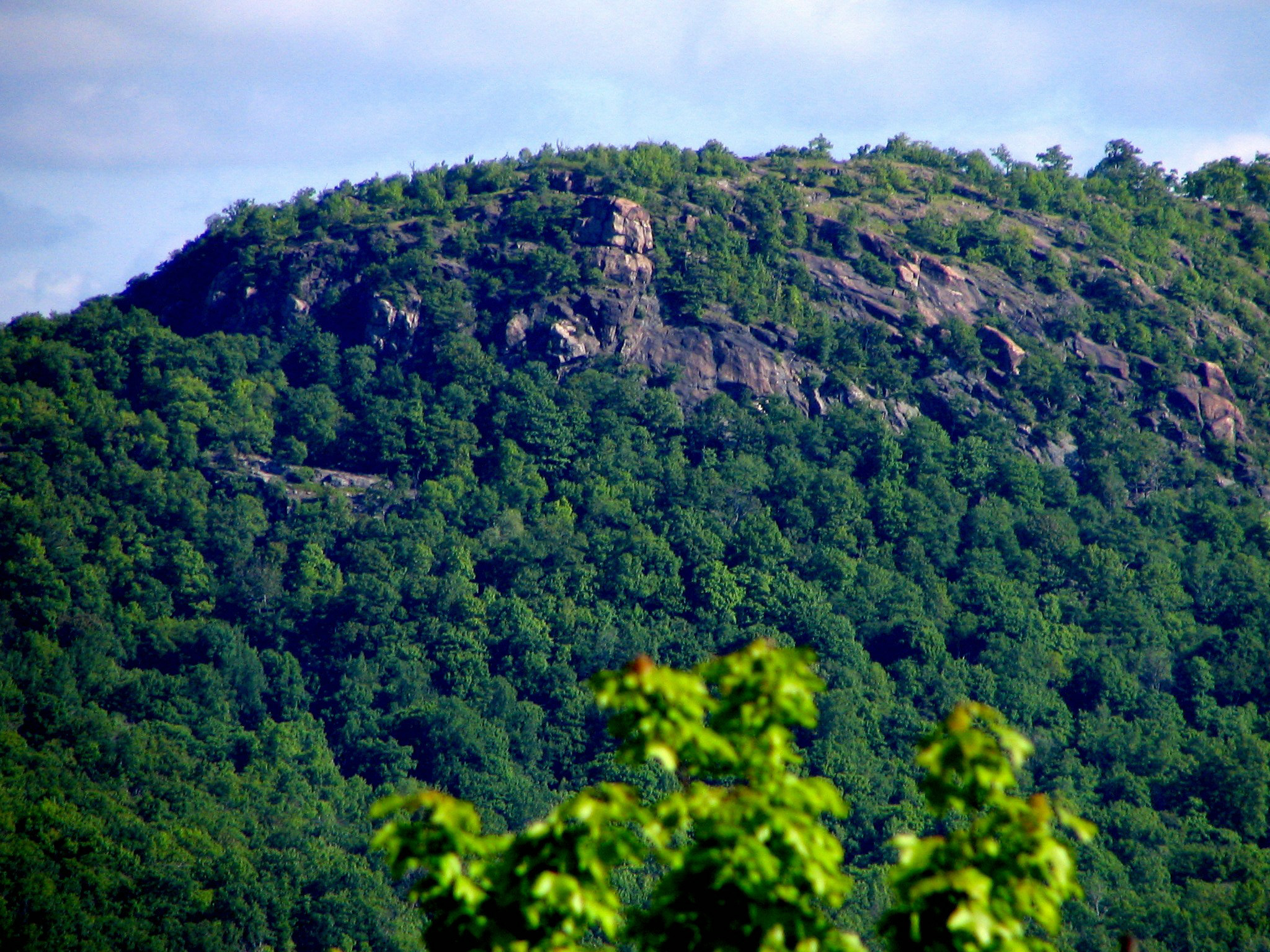
Paysage des monts Ramapo

## Source de la traduction
- (en) Cet article est partiellement ou en totalité issu de l’article de Wikipédia en anglais intitulé « Ramapo Mountains » (voir la liste des auteurs).